# M4 featuring METALMAX MOMO
『M4 featuring METALMAX MOMO』（エム・フォー フィーチャリング・メタルマックス・モモ） は、山本貴嗣の漫画短編集。2000年に美術出版社から発売。全1巻。

## 概要
｢山本貴嗣自選作品集｣と銘打たれた短編集。メタルマックス漫画『METALMAX MOMO』の他、『ストッキングと私』、『銀河特捜官レイコ123C56X』、『サンダーボーイ』の4作品を収録。『サンダーボーイ』は原稿紛失のため、当時の掲載誌から復元されて収録された。

## 収録作品

### METALMAX MOMO
メタルマックスの世界観を使ったオリジナル作品。盗賊団｢アグワール｣との闘い（エル・ミド脱出戦）を描く。月刊コミックビームにて1995年12月号から1996年3月号まで連載された。全4話。

#### 登場人物
モモ
駆け出しのソルジャー（戦士）。16歳。家出中。ハンターとして一人前になろうと頑張っていて、実際かなりの腕を誇るものの、その行動には詰めが欠けている。
ターク
モモの父親。家出したモモを追いかけるため、戦車で出撃する。のちに合流。
戦場公平 （せんば・こうへい）
戦車を買う事を夢見ているフレイター（輸送屋）のバイト。17歳。ふけ顔。エル・ミドの町にむかう最中に盗賊団｢アグワール｣に襲われたところをモモに救われる。
ホアン
ヒメノ・モータース所属の腕利きのメカニック。戦場とは親友で、エル・ミドの町に見舞いに駆けつけるが、そこで騒動に巻き込まれる。
バーキア
エル・ミドの町の便利屋で根っからの商売人。モモと知り合ったために、騒動に巻き込まれる。
ムサイリマ
アブカル砂漠一凶暴な盗賊団｢アグワール｣の頭目。モモと戦場に報復するため、エル・ミドの町を襲撃する。

### ストッキングと私
知り合いの女編集者の同人誌｢TAHTI vol.4｣に提供した作品。1996年発表。2ページのエッセイ漫画で、自作のコスチュームデザインについて熱く語っている。

### 銀河特捜官レイコ123C56X
銀河警察の特捜官レイコ123C56Xの潜入捜査を描いたSFギャグ作品。月刊ウィングス別冊サウス4号（1989年）に掲載された。50ページ。タイトルはヒューゴー・ガーンズバックの『ラルフ124C41+』をもじった物。

#### あらすじ
住人が全員野菜の惑星ベジタ、住人が全員貝類の惑星スネイラ、住人が全員丼物の惑星ドンブリアに扮装して入星、そこで起きている連続殺人（単に食われただけ）の捜査をし、犯人の｢人間｣を格闘の末に、ミランダ警告と共に逮捕する。それぞれの星で潜入中に仲良くなった｢異星人｣との辛い別れがあり、惑星ドンブリアの事件では犯人がかつての知り合いだった。

### サンダーボーイ
『SABER CATS』のプロトタイプとなった武術漫画。月刊コミコミ1988年5月号に掲載された。

#### あらすじ
鳴神流柔術を学ぶ少年宿祢光は、竜伏島に住む鳴神流柔術宗家の御雷擁山に弟子入りを願うが、にべもなく断られる。時を同じくして竜伏島を手に入れようとしているヤクザ（地上げ屋）が擁山の孫娘・小夜を拉致する。光と擁山は小夜を助けにむかうが、そこでヤクザが招聘した拳法の使い手との戦いになる。